# Tomoe
 (juin 2021).
Si vous disposez d'ouvrages ou d'articles de référence ou si vous connaissez des sites web de qualité traitant du thème abordé ici, merci de compléter l'article en donnant les références utiles à sa vérifiabilité et en les liant à la section « Notes et références ».

Mitsu tomoe ou mitsudomoe.

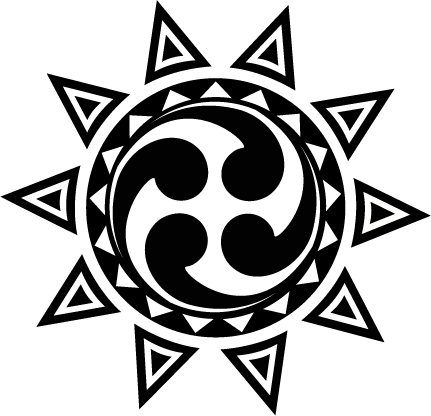
Tomoe symbolisant le soleil.

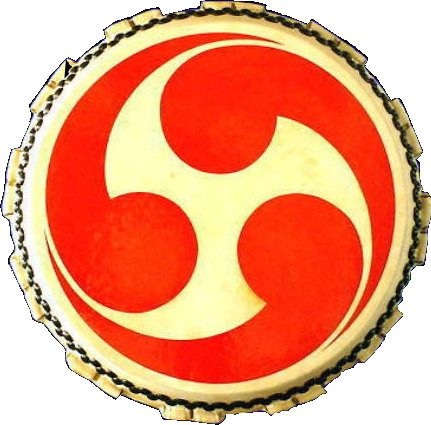
Mitsudomoe sur un tambour taiko.

Un tomoe (巴) est un antique symbole héraldique du Japon en forme de magatama. Une forme courante est le mitsu tomoe (ou mitsudomoe), formée de trois magatama en spirale. C'est en fait un tourbillon ou vortex, avec trois branches tournées vers la droite ou vers la gauche.

## Au Japon
Le tomoe est commun dans les emblèmes familiaux et les logos corporatifs.
- Le symbole traditionnel de la préfecture d'Okinawa, le Hidari gomon, inclut un tomoe.
- Les armes d'Hachiman Daimyōjin, le dieu de la guerre shintô et le protecteur divin du Japon, sont de la forme d'un tomoe. Certains clans de samouraïs les ont utilisés comme les leurs, comme les Taira.

### Dans les mangas
Le symbole du tomoe est régulièrement utilisé dans les mangas, bande dessinée japonaise. Voici quelques utilisations de ce symbole dans des œuvres populaires.
- Le tomoe apparaît dans le manga Naruto, où le sharingan, l'un des dôjutsu les plus puissants du manga, contient un tomoe. Le sceau maudit donné par Orochimaru et utilisé par Sasuke Uchiha pendant la première partie (et une section de la deuxième) du manga est également en forme de tomoe.
- Des tomoe sont présents sur les tambour greffés dans le dos du personnage de Eneru (ou Enel) dans le manga One Piece.